# The Blasting Room
The Blasting Room es un Estudio de grabación situado en Fort Collins, Colorado, construido por las bandas de punk Descendents, ALL y Black Flag, y el batería Bill Stevenson.
Algunos de las bandas que han grabado allí incluyen a NOFX, The Ataris, Rise Against, Descendents, Lagwagon o No Use for a Name.